# ケイダッシュ
株式会社ケイダッシュ（K-DASH CO.,LTD）は、東京都渋谷区に本社を置く芸能事務所。俳優・タレントのマネジメント会社。

## 概要
- ケイダッシュ本体は、ケイダッシュグループの中でも特に役者に特化した事務所となっている。関連会社として、その他のタレント、お笑い、スポーツ選手、モデルなどの各ジャンルに特化した事務所（ケイダッシュステージなど）が設けられている。
- 現在[いつ?]の社長・松田英夫は堺正章の元マネージャーである。
- お笑い系タレントの育成にも力を注いでいる。
- 「ケイダッシュステージ若手ネタライブ 〜年に1度の若手大集合SP〜」が事務所所属者で開催されている[1]。

## 所属タレント
- 天野慶久
- 石井貴就
- 大神いずみ
- 大鶴義丹
- 沖拓郎
- 岡田龍太郎
- 岡田亮輔
- 堺正章
- 椎名由紀
- 鹿内孝
- 柴俊夫
- 高橋克典
- 田中里衣
- 永真
- 永井大
- 南部麻衣
- 西沢仁太
- 長谷川初範
- 一雫ライオン
- 増田修一朗
- 矢島弘一
- 結城モエ - 2025年7月にスペースクラフト・エージェンシーから移籍[2]
- 東京深夜舞台
- 上西小百合（ケイパーク所属）
- 珠城りょう（ケイパーク所属）
- 岸洋佑 （業務提携）
- 藤原紀香 （業務提携）

## 過去の所属タレント
- 赤座美代子
- 石堂夏央
- 伊原剛志
- 小澤栄里
- 近藤芳正
- 坂口憲二
- 佐藤匡美
- 渋谷憲一
- 白羽玲子
- 塩野健士
- 高樹沙耶
- 立河宜子
- 寺井文孝
- 中西圭三
- 西川俊介
- 葉月里緒奈
- 平岳大
- 松野未佳
- 三浦綺音
- ムッシュかまやつ
- 渡辺謙
- 南野陽子

## 関連会社
- ケイダッシュステージ
- ケイパーク
- アワーソングス
- 田辺音楽出版
- アワーソングスクリエイティブ
- ピーチ
- パール
- パールダッシュ